# Gumpert von Brandenburg-Ansbach-Kulmbach

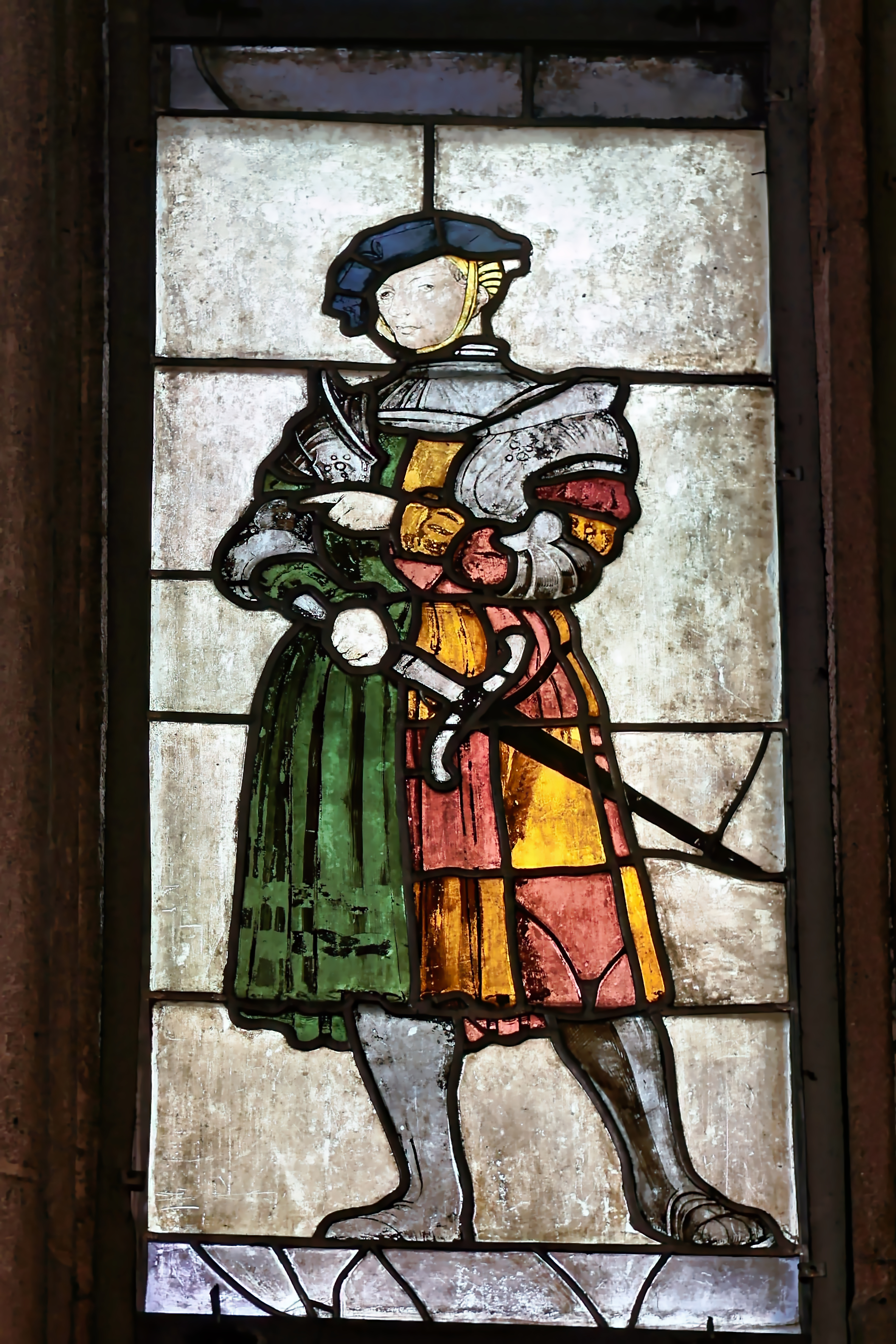
Darstellung Gumperts im Markgrafenfenster von St. Sebald in Nürnberg, Arbeit von Hans Süß 1515

Gumpert von Brandenburg, auch Gumprecht (* 16. Juli 1503 in Ansbach; † 15. Juni 1528 in Neapel) stammte aus dem fränkischen Zweig der Hohenzollern und war Domherr in Bamberg und päpstlicher Gesandter.

## Herkunft
Gumpert von Brandenburg war ein Sohn des Ansbacher und Kulmbacher Markgrafen Friedrich II. und der polnischen Prinzessin Sofia Jagiellonka, einer Tochter des Königs Kasimir IV. Jagiełło. Er hatte zahlreiche Geschwister. von denen viele größere Bedeutung erlangten, darunter Kasimir, Georg der Fromme und Albrecht (siehe auch Stammliste der Hohenzollern).

## Leben
Gumpert von Brandenburg war Domherr von Bamberg und Mitglied des Domkapitels. Er wurde zu Papst Hadrian VI. nach Rom berufen und diente auch unter dessen Nachfolger Clemens VII. Während der Sacco di Roma wurde er während einer diplomatischen Mission gefangengesetzt und starb an den Folgen der in seiner Gefangenschaft erlittenen Verletzungen. Er wurde in San Giacomo degli Spagnoli begraben.